# Heteranthera limosa
Espèce
Heteranthera limosa (hétéranthère des marais) est une espèce de plantes monocotylédones de la famille des Pontederiaceae, originaire de la région néotropicale (Amérique centrale et Amérique du Sud).
Cette plante aquatique annuelle a été introduite en 1987 en Camargue. Se propageant par stolons et par graines, elle a infesté une grande partie de la zone rizicole.

## Description
C'est une plante annuelle d'environ 50 cm de haut qui croît dans l'eau ou dans des sols humides.
Les plantules, glabres, sont submergées et forment une rosette de feuilles en ruban étroites.
La plante adulte a d'épaisses feuilles vertes au limbe triangulaire en forme de spatule de 4 cm de long, portées par un pétiole de 15 cm de long, généralement émergées, parfois flottantes ou immergées.
Les fleurs bleues ou violettes, au périanthe en tube de 1,5 cm de long, ont six tépales étroits et trois étamines de deux tailles différentes.
Les fruits sont des capsules dressées de 2 cm de long,.

## Utilisation
Les tépales des fleurs peuvent être broyés en une pâte aux propriétés similaires à celles de l'Aloe vera, apaisante sur les plaies et brûlures. La pâte a cependant une légère neurotoxicité si elle est appliquée en grande quantité.

## Taxinomie

### Synonymes
Selon Catalogue of Life (14 mai 2015) : 	
- Heteranthera alismoides Humb. ex Link
- Heteranthera hydrocleifolia Griseb.
- Heteranthera limosa f. albiflora Benke
- Leptanthus ovalis Michx.
- Lunania uniflora Raf., nom. illeg.
- Phrynium limosum (Sw.) Kuntze
- Pontederia limosa Sw.
- Pontederia triandra Banks ex Schult. & Schult.f., pro syn.
- Schollera limosa (Sw.) Raf.
- Triexastima uniflora (Raf.) Raf.

### Liste des sous-espèces et variétés
Selon Tropicos (14 mai 2015) (Attention liste brute contenant possiblement des synonymes) :
- sous-espèce Heteranthera limosa subsp. rotundifolia (Kunth) A. Galán
- variété Heteranthera limosa var. oblongifolia (C. Mart. ex Roem. & Schult.) C. DC.
- variété Heteranthera limosa var. rotundifolia Kunth